# Поклонение до кедрите в Ливан
„Поклонение до кедрите в Ливан“ (на унгарски: Zarándoklás a cédrusokhoz Libanonban) е картина на унгарския художник Тивадар Костка Чонтвари от 1907 г.
Картината е рисувана с маслени бои и е с размери 200 × 192 cm. Тя е една от най-емблематичните картини в унгарската живопис. След 40-годишна възраст Тивадар Костка Чонтвари оставя фармацевтиката и се насочва към изобразителното изкуство. Пропътува хиляди километри в търсене на своето вдъхновение. Картината с кедровите дървета, които рисува в Ливан, докато е на поклонение е ключова част от творчеството му. Символиката произтича от силния религиозен характер. Според вярванията хилядолетните кедри играят важна роля в древната унгарска митология. Кедърът е символ на плодородието, приема се за дърво на живота и дърво на познанието. В картината си Чонтвари представя своя светоглед, който е отразен и в техниката. Тя е сложна система от символи и е носител на разнообразно съдържание.
Картината е част от колекцията на Унгарска национална галерия в Будапеща.